# Thésy
Thésy es una localidad y comuna francesa situada en la región de Franco Condado, departamento de Jura, en el distrito de Lons-le-Saunier y cantón de Salins-les-Bains.

## Demografía
| 87 | 79 | 77 | 81 | 74 | 62 | 619 |
| Para los censos de 1962 a 1999 la población legal corresponde a la población sin duplicidades (Fuente: INSEE [Consultar]) |    |    |    |    |    |     |